# 坡里圣母大殿
坡里圣母大殿是山西省运城市新绛县坡里村的一座著名天主教堂。除旧堂外，于1997年至2000年新扩建中国宫殿式的大型教堂。
坡里村是绛州教区唯一的教友聚集村，清光绪十年（1884年）天主教传入，人口1400人，辖有周围堂口30个，教友3500人。1920年费神甫在此建成面积120平方米的圣母堂，可容400人。1936年，荷兰神甫又建神甫住宅和小学校，1947年解放后停办，荷兰神父修女被驱逐。1966年文革期间被查封并拆损。1982年恢复教堂。信徒增加后，老堂不够使用，遂投资300多万，由太原西柳林教友武国明设计，于1997年2月22日动土兴建圣母大殿。 2000年3月1日，1500多名教友参与了圣母殿的祝圣及弥撒大典。主教郑守铎（1917-2006）居住在坡里教堂，助理主教李宏光住在城内总堂。
这座中国宫殿式的圣母大殿依岭而建，气势不凡，富丽堂皇。总面积1200平方米，可容纳2500人。殿下两层楼房和东西厢房共计63间，楼房中间有三门七顶琉璃牌式门楼，上方是钟楼，下方40级台阶，堂院总建筑面积5915平方米。